# Terence Tao
Terence Chi-Shen Táo (cinese: 陶哲軒 (Táo Zhéxuān), cinese semplificato: 陶哲轩; Adelaide, 17 luglio 1975) è un matematico australiano, vincitore nel 2006 della medaglia Fields.
La sua attività di ricerca si rivolge soprattutto ai campi dell'analisi armonica, delle equazioni differenziali alle derivate parziali, della combinatoria, della teoria analitica dei numeri e della teoria delle rappresentazioni. Il suo risultato più famoso è il teorema di Green-Tao, dimostrato in collaborazione con Ben Green, che afferma l'esistenza di progressioni aritmetiche arbitrariamente lunghe di numeri primi. Tao è attualmente professore all'Università della California di Los Angeles e gestisce un proprio blog. È stato riconosciuto come l'uomo più intelligente al mondo, con un QI certificato di 230.

## Biografia
Nato da due genitori cantonesi, trasferitisi da Hong Kong all'Australia, Tao è un bambino prodigio. All'età di nove anni iniziò a seguire corsi universitari di matematica; nel 1986, 1987 e 1988 fu il più giovane partecipante alle Olimpiadi Internazionali della Matematica, vincendo una medaglia di bronzo, una d'argento e una d'oro rispettivamente; ancora oggi è il più giovane vincitore di una medaglia d'oro nella storia della competizione.
Nel 1992, si laureò all'età di 17 anni alla Flinders University; lo stesso anno vinse una Fulbright Scholarship per proseguire gli studi negli Stati Uniti. Tra il 1992 e il 1996 Tao fu studente alla Princeton University sotto la guida di Elias Stein, dove ricevette il Ph.D. all'età di 21 anni. Nel 1996 si trasferì all'UCLA di Los Angeles.

## Riconoscimenti e onorificenze
Oltre alla medaglia Fields, Tao ha ricevuto numerosi altri riconoscimenti per il suo lavoro: tra il 2000 e il 2003 ha ricevuto il Premio Salem, il Premio Bôcher e il Clay Research Award; nel 2005 ha ricevuto il premio Levi L. Conant, assegnato dall'American Mathematical Society, e l'Australian Mathematical Society Medal, mentre nel 2006 il SASTRA Ramanujan Prize. Nel maggio 2007 è stato nominato fellow della Royal Society; nel 2008 ha ricevuto l'Alan T. Waterman Award. Nel 2012 ha vinto il Premio Crafoord, conferito dell'Accademia Reale Svedese delle Scienze.
Tao è il vincitore della prima edizione del premio internazionale per la matematica Riemann Prize, conferito nel 2019 ma con celebrazioni rimandate al 2021, alla Riemann International School of Mathematics (RISM) con sede presso l'Università degli Studi dell'Insubria.